# Rhododendron dendrocharis
Rhododendron dendrocharis là một loài thực vật có hoa trong họ Thạch nam. Loài này được Franch. miêu tả khoa học đầu tiên năm 1886.